# 羅馬申辦2024年夏季奧運會計劃
羅馬申辦2024年夏季奧運會計劃是義大利羅馬及義大利奧林匹克委員會共同申辦2024年夏季奧運會計劃。

## 歷史
羅馬本為全球第一個正式提出申辦2024年奧運會的城市。羅馬曾於1960年成功舉辦1960年夏季奧林匹克運動會，之後曾提出申辦2020年夏季奧林匹克運動會，后于2012年因財政狀況不佳而取消申辦。如今意大利政府表示對申辦2024年奧運會有很大的興趣，確定羅馬為申辦主要城市，佛罗伦萨和那不勒斯兩座古城作為協辦城市。奧委會主席托马斯·巴赫也證實羅馬是2024年奧運會一個非常強大和值得被重視的城市。2015年6月25日，羅馬議會以38票贊同、6票反對正式通過了羅馬申辦2024年夏季奧運會的決議。然而之後經過多次討論，再加上羅馬新任市長曾多次公開表示反對申奧，最終於2016年9月21日由市長维吉尼亚·拉吉宣佈羅馬退出2024年奧運會的申辦。

## 外部連結
- 羅馬2024 （页面存档备份，存于）
- 羅馬2024的X（前Twitter）
- 羅馬2024的Facebook專頁